# Razack Rachidou
Razack Rachidou (Djougou, 22 de junio de 2006) es un futbolista beninés que juega en la demarcación de centrocampista para el AS Sobemap de la Premier League de Benín.

## Selección nacional
Tras jugar en las categorías inferiores de la selección, finalmente hizo su debut con la selección de fútbol de Benín el 9 de junio de 2025 en un encuentro amistoso contra Marruecos que finalizó con un resultado de 1-0 a favor del combinado marroquí tras un gol de Ayoub El Kaabi.

## Clubes
| Club       | País  | Año   | Partidos | Goles |
| ---------- | ----- | ----- | -------- | ----- |
| AS Sobemap | Benín | 2024- |          |       |